# Distretti della Costa d'Avorio

Distretti della Costa d'Avorio

I distretti della Costa d'Avorio sono la suddivisione amministrativa di primo livello del Paese e sono pari a 14. Sono stati istituiti nel 2011, quando le regioni e i dipartimenti sono divenuti, rispettivamente, suddivisioni di secondo e terzo livello. Due delle 12 regioni sono regioni autonome della città. Queste regioni urbane autonome; Abidjan e Yamoussoukro.

## Lista
| Localizzazione | N° | Nome                               | Capoluogo    | Popolazione (2014) | Superficie (km²) |
| -------------- | -- | ---------------------------------- | ------------ | ------------------ | ---------------- |
|                | 1  | Distretto autonomo di Abidjan      | Abidjan      | 4 707 404          | 2 119            |
|                | 2  | Distretto del Basso Sassandra      | San Pédro    | 2 280 548          | 25 800           |
|                | 3  | Distretto di Comoé                 | Abengourou   | 1 203 052          | 14 173           |
|                | 4  | Distretto di Denguélé              | Odienné      | 289 779            | 20 997           |
|                | 5  | Distretto di Gôh-Djiboua           | Gagnoa       | 1 605 286          | 17 580           |
|                | 6  | Distretto dei Laghi                | Dimbokro     | 1 258 604          | 28 500           |
|                | 7  | Distretto delle Lagune             | Dabou        | 1 478 047          | 23 280           |
|                | 8  | Distretto delle Montagne           | Man          | 2 371 920          | 31 050           |
|                | 9  | Distretto di Sassandra-Marahoué    | Daloa        | 2 293 304          | 23 940           |
|                | 10 | Distretto delle Savane             | Korhogo      | 1 607 497          | 40 210           |
|                | 11 | Distretto della Valle del Bandama  | Bouaké       | 1 440 826          | 28 518           |
|                | 12 | Distretto di Woroba                | Séguéla      | 845 139            | 31 088           |
|                | 13 | Distretto autonomo di Yamoussoukro | Yamoussoukro | 355 573            | 3 500            |
|                | 14 | Distretto di Zanzan                | Bondoukou    | 934 352            | 38 251           |